# Husajärvi
Husajärvi är en sjö i Övertorneå kommun i Norrbotten och ingår i Sangisälvens huvudavrinningsområde. Sjön har en area på 0,118 kvadratkilometer och ligger 120 meter över havet.

## Delavrinningsområde
Husajärvi ingår i det delavrinningsområde (735678-184051) som SMHI kallar för Nedlagd mätstation. Medelhöjden är 101 meter över havet och ytan är 9,35 kvadratkilometer. Det finns inga avrinningsområden uppströms utan avrinningsområdet är högsta punkten. Husaoja som avvattnar avrinningsområdet har biflödesordning 2, vilket innebär att vattnet flödar genom totalt 2 vattendrag innan det når havet efter 33 kilometer. Avrinningsområdet består mestadels av skog (77 procent). Avrinningsområdet har 0,12 kvadratkilometer vattenytor vilket ger det en sjöprocent på 1,3 procent.